# 도진보

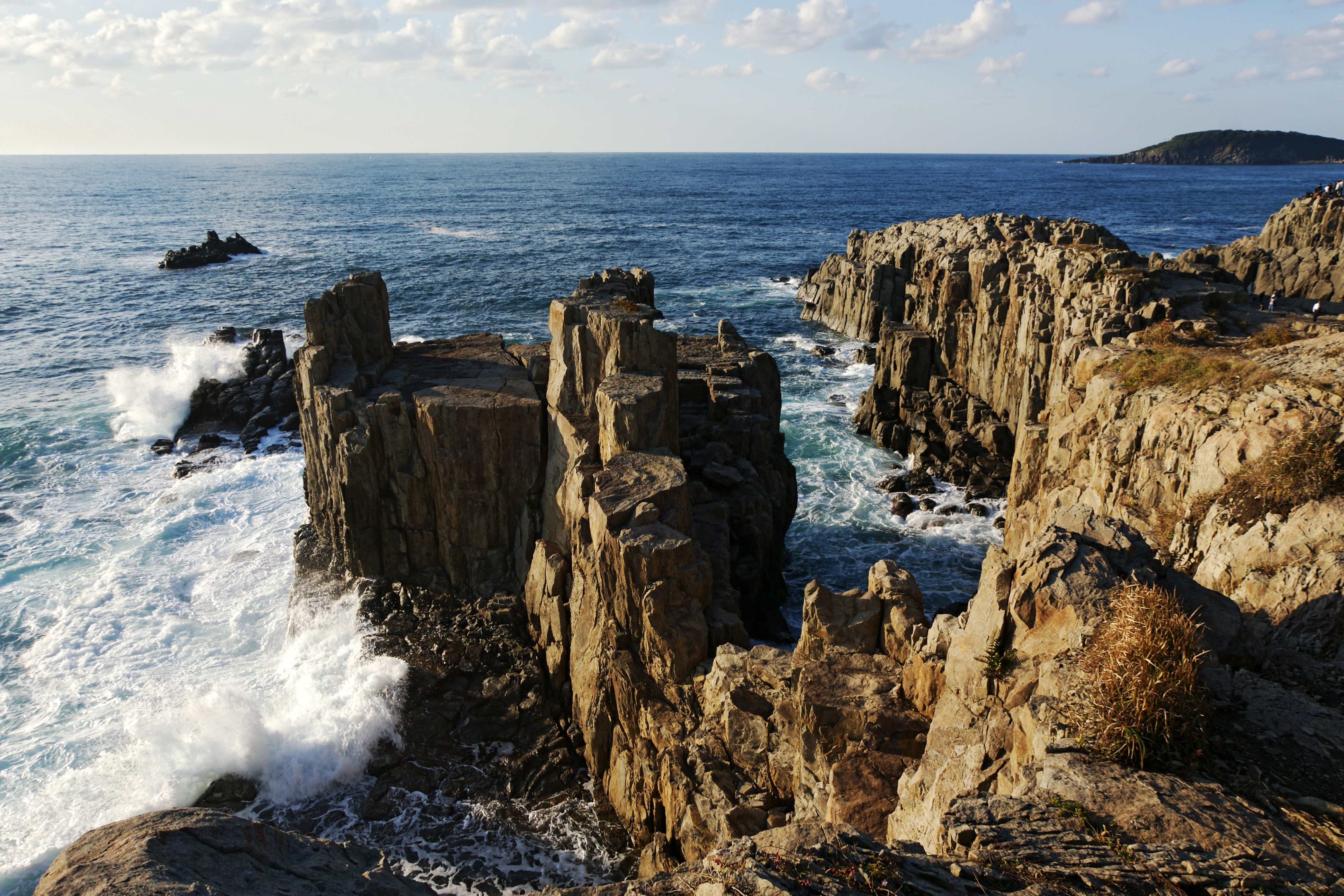
도진보

도진보(일본어: 東尋坊)는 일본 후쿠이현 사카이시 미쿠니 정에 있는 절벽이다. 에치젠카가 해안 국립공원에 속한다.

## 개요
해식에 의해 해안의 바위가 깎여 높이 약 25m의 암벽이다. 이 바위는 휘석 안산암의 주상절리에서 이 정도의 규모를 가진 것은 세계에 세 곳 뿐이며 국가의 천연 기념물 및 명승으로 지정되어 있다.